# Loi sur la quarantaine des plantes
La loi sur la quarantaine des plantes est une loi qui fut promulguée en 1912 aux États-Unis (7 USC 151 et suiv.). Cette loi a donné au Service d'inspection sanitaire des animaux et des plantes l'autorité pour réglementer l'importation et le mouvement interétatique de plants de pépinières et d'autres plantes qui peuvent apporter des ravageurs et des maladies nuisibles à l'agriculture. Cette loi a été remplacée par la loi APHIS consolidée, la
loi sur la protection des végétaux de l'année 2000 (en)  (7 USC 7701 et suiv.).

## Note et Référence
- (en) Cet article est partiellement ou en totalité issu de l’article de Wikipédia en anglais intitulé « Plant Quarantine Act » (voir la liste des auteurs).

- Report for Congress: Agriculture: A Glossary of Terms, Programs, and Laws, 2005, Jasper Womach